# 이열우
이열우(李烈雨, Yul Woo Lee, 1967년 1월 25일 ~ 2009년 12월 10일)는 대한민국의 권투 선수. 전 세계복싱평의회WBC 라이트플라이급 챔피언. 세계복싱협회(WBA) 플라이급 챔피언.

## 생애
충청북도 옥천 출신. 1985년 7월 13일 프로 데뷔. 통산 전적 22전 19승(10KO) 3패. 2009년 12월 10일 췌장암으로 사망.